# ریش
ریش به مویی گفته می‌شود که بر صورت، چانه، پیرامون لب پایین، زیر گلو و گونه‌ها و بر گردن می‌روید و به‌طور معمول از سن بلوغ رشد می‌کند. ریش داشتن می‌تواند تنها برای زیبایی چهره، برای حفاظت از پوست در برابر سرما و آسیب‌های پوستی دیگر، یا برای نشان دادن تعلق به دسته یا فرقه‌ای مذهبی باشد (مانند اسلام، یهودیت و هندوئیسم). از دید واژه‌ای، واژهٔ ریش به معنی «آرایه» نیز است. ریش پس از بلوغ، بر صورت پسران و مردان می‌روید، اما در زنان، به‌عنوان موی زائدِ صورت دانسته می‌شود.
ریش به‌عنوان بخشی از ظاهر افراد، نیازمند مراقبت بهداشتی ویژه‌ای است. عدم توجه به بهداشت ریش می‌تواند مشکلات سلامتی ایجاد کند که گاه دائمی هستند. با انجام توجه بهداشتی درخور، می‌توان از بیماری‌های وابسته به گذاشتن ریش، پیشگیری کرد. همچنین چربی، کثیف‌شدن و بوی بد ریش در کشورهای فقیر به‌طور تاریخی رایج بوده است.

## رشد
افزایش ترشح هورمون تستسترون در دوره بلوغ، بخشی از این هورمون به نام دی هیدروتستسترون باعث تحریک شدن فولیکول‌های موی صورت شده و رویش ریش آغاز می‌شود. در بزرگسالان، رویش ریش در تابستان تندتر انجام می‌گیرد.

## بهداشت و سلامت

### نیازهای بهداشتی ریش
ریش به دلیل قرار گرفتن در معرض محیط خارجی، گرد و غبار، چربی پوست، و بقایای مواد غذایی، مستعد جمع شدن آلودگی است. موهای ریش می‌توانند باکتری‌ها، قارچ‌ها و دیگر میکروب‌ها را در خود نگه دارند، به‌ویژه اگر به‌صورت منظم تمیز نشوند. افزون بر این، پوست زیر ریش نیز به دلیل کاهش جریان هوا و تجمع رطوبت ممکن است دچار تحریک یا مشکلات پوستی شود؛ بنابراین، نیازهای اصلی بهداشت ریش شامل موارد زیر است:
- شست‌وشوی منظم: برای حذف آلودگی‌ها، چربی و بقایای مواد غذایی.
- مرطوب‌سازی پوست و ریش: برای جلوگیری از خشکی و تحریک پوست.
- شانه‌زدن و مرتب‌سازی: برای جلوگیری از گره‌خوردگی و بهبود جریان هوا در میان موهای ریش.
- بهره‌گیری از محصول‌های بهداشتی درخور: مانند شامپوها و روغن‌های ویژهٔ ریش که به حفظ سلامت مو و پوستی پیرامون کمک می‌کنند.

### خطرهای بهداشتی
مراقبت نکردن از ریش می‌تواند منجر به مشکلاتی مانند عفونت‌های پوستی (مانند فولیکولیت یا قارچ)، تحریک و خارش پوست، بوی بد، شوره ریش و انتقال گونه‌هایی از میکروب‌ها و قارچ شود.

#### اقدام‌های لازم برای بهداشت
برای حفظ سلامت ریش و پوست زیر آن، کارهای زیر پیشنهاد می‌شود:
- شست‌وشوی منظم: استفاده از شامپو یا صابون ملایم ویژهٔ ریش با آب ولرم و خشک‌کردن آرام.
- مرطوب‌سازی: استفاده از روغن یا بالم ریش برای نرمی مو و پوست.
- شانه‌زدن: مرتب‌سازی ریش با شانه یا برس برای جلوگیری از گره‌خوردگی.
- اصلاح دوره‌ای: کوتاه‌کردن ریش و ضدعفونی ابزارهای اصلاح.
- دوری از لمس مکرر: شستن دست‌ها پیش از تماس با ریش.
- توجه به سلامت عمومی: تغذیه مناسب و مصرف آب برای سلامت پوست و مو.
- مراجعه به پزشک: در صورت بروز مشکل پوستی، مشاوره با متخصص پوست.[۴][۵]

## تاریخچه
انسان‌های نخستین ریش خود را نمی‌تراشیدند. قدیمی‌ترین وسایل کوتاه کردن (و نه تراشیدن) ریش، که تاکنون به دست آمده است، مربوط به ۴۰۰۰ سال پیش است.
در مصر باستان، ریش اهمیت خاصی داشته است. در حدود سال‌های ۳۰۰۰ تا ۱۵۰۰ قبل از میلاد در مصر، ابزار و لوازمی همچون نخ طلا برای آرایش ریش به کار می‌رفته است. همچنین در هندوستان نیز برای تعهد پرداخت بدهی‌های خود، ریش گرو می‌گذاشته‌اند. در زمان اسکندر مقدونی، تراشیدن ریش در مقدونیه باب شد.

### ایران

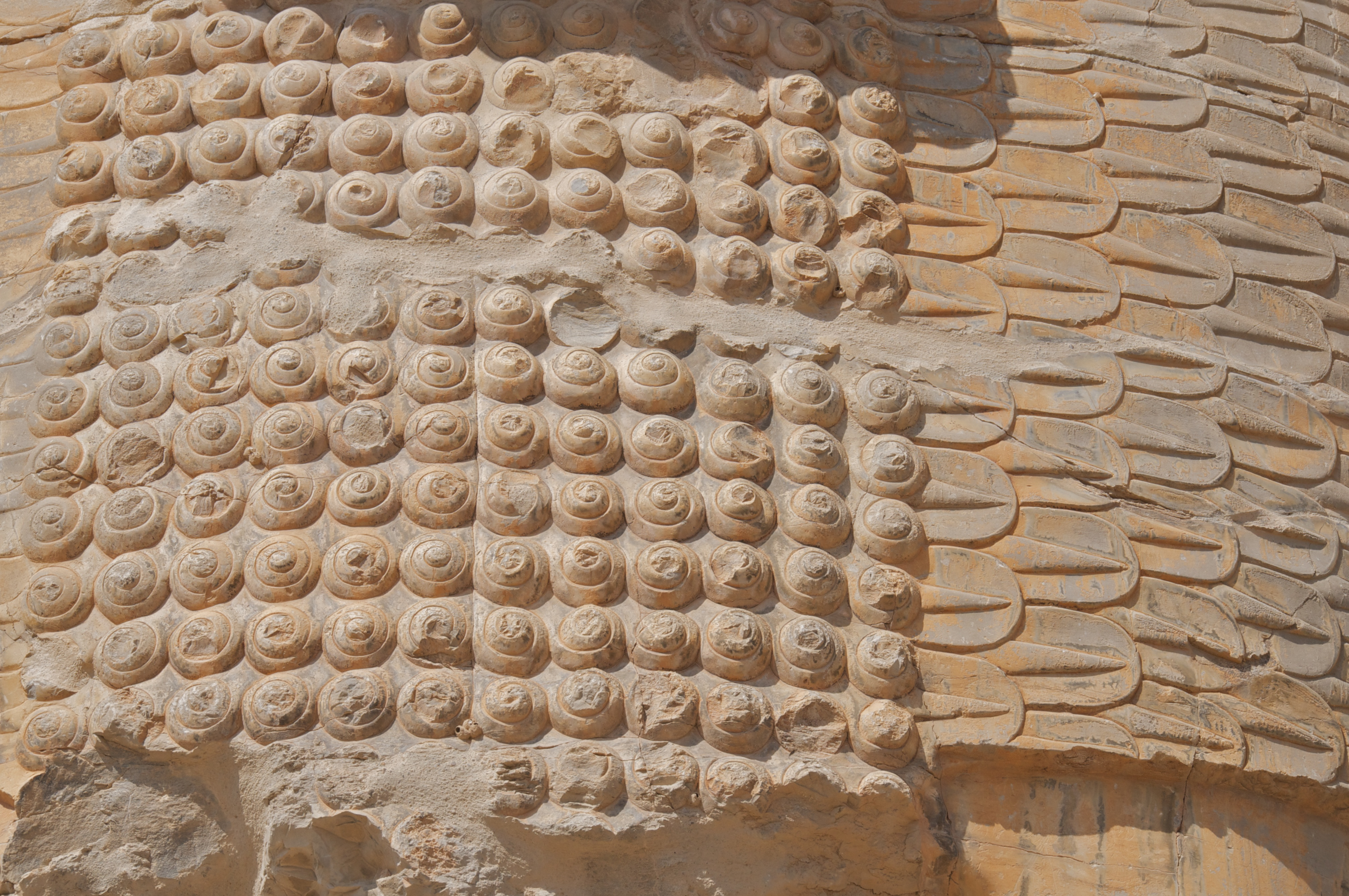
بزرگنمایی ریش یکی از گاوهای بال‌دار در تخت جمشید.
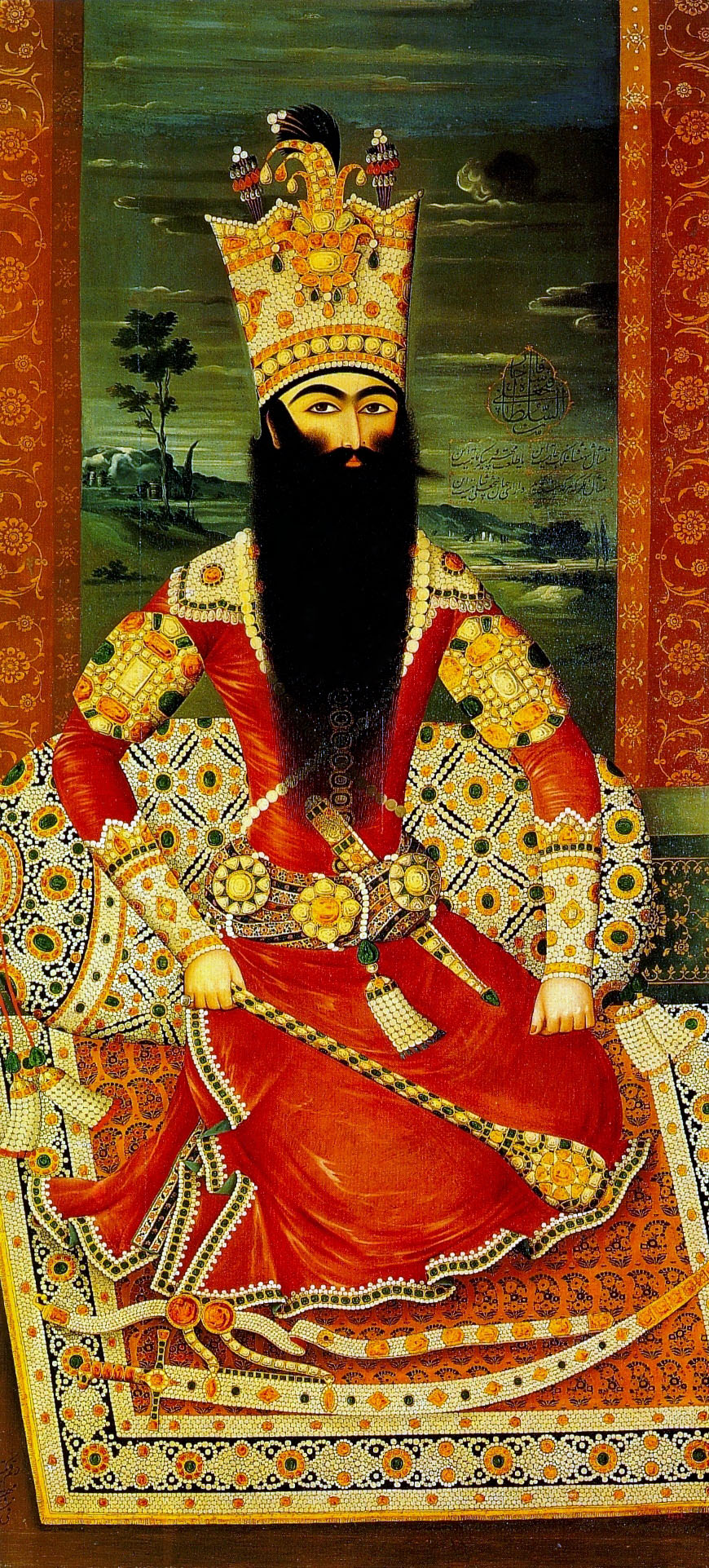
فتحعلیشاه قاجار با ریش بلند.

در ایران، نخستین بار تراشیدن ریش از دوران ساسانیان باب شد. تا پیش از آن، تراشیدن ریش برای مردان، نوعی مجازات محسوب می‌شد. در دوران هخامنشیان به وسیله انبرک‌هایی یا پیچیدن بخش‌هایی از ریش به دور حلقه‌هایی، قسمت‌هایی از ریش را فر می‌دادند.

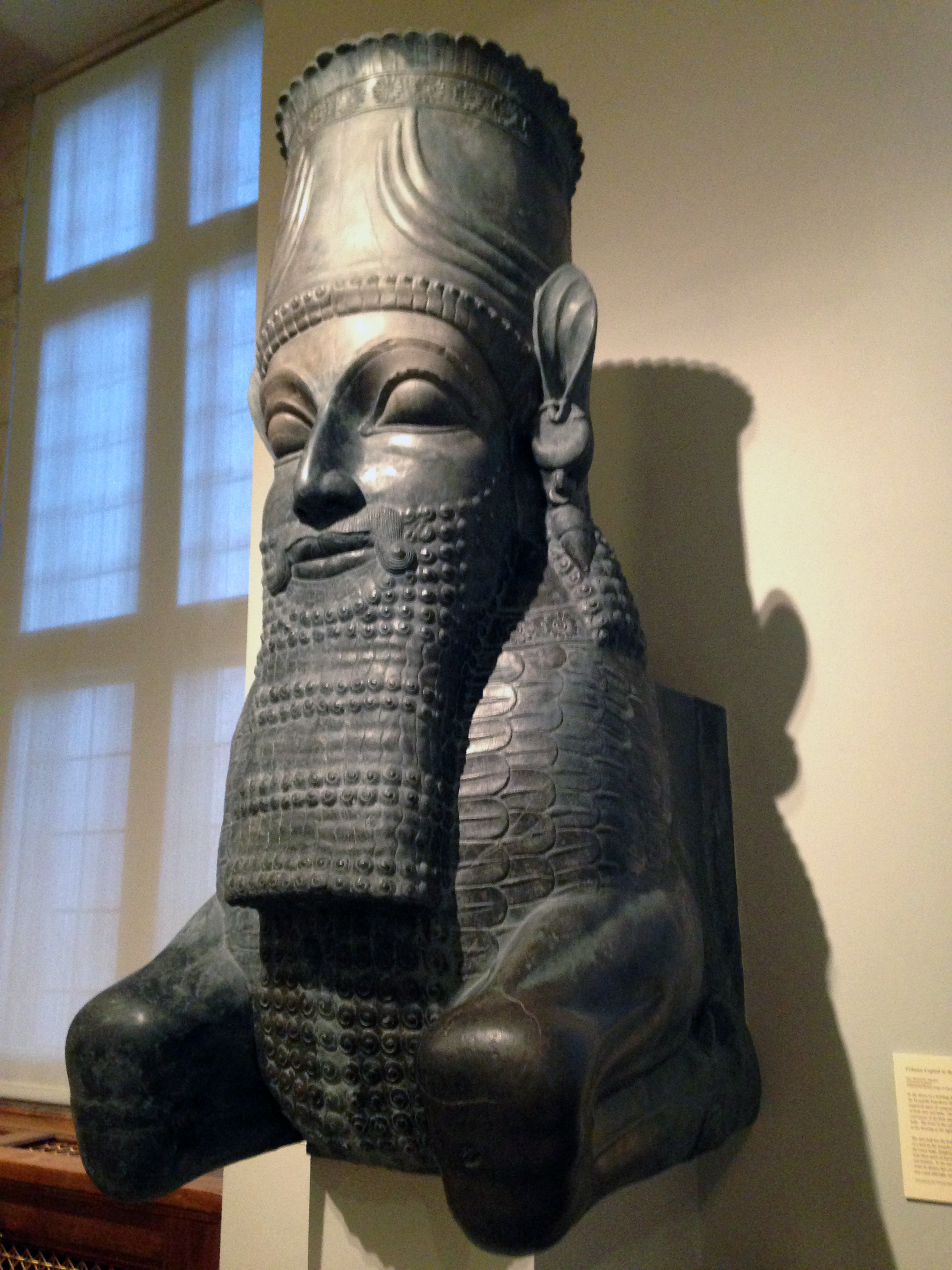
سر ستون ایوان شمالی کاخ صدستون

با ورود اسلام به ایران، مردان مجدداً به گذاشتن ریش روی آوردند. در عصر مغول، موقتاً ریش بی‌اعتبار شد. پس از مغولان و تا عصر صفویه ریش گذاشتن برای مردان فراگیر بود. در عصر صفویه و در سال ۱۰۰۷ شمسی، شاه عباس کبیر فرمان تراشیدن عمومی ریش را صادر نمود. بر اساس این فرمان همه مردان حتی روحانیون موظف به تراشیدن ریش خود شدند. پس از دوران صفویه داشتن یا نداشتن ریش در ایران اجباری نبوده است.
در شعر فارسی مکرراً از ریش با عنوان خط یاد شده است. در ادبیات فارسی می‌بینیم که معشوق (استعاری) تا وقتی که خط (ریش) بر نیاورده است زیباست و بعد از آن باید رهایش کرد چون معتقد بودند که ریش نو دمیده معشوق صورت چون ماه او را می‌پوشاند.
دعوی خوبی تو چو باطل نشد به خط***معلوم شد که رونق گل، خار نشکند (ظهیرالدین فاریابی& ۵۰) چنان‌که نیل بود مانع رسیدن چشم***به خط رخ تو امان یافت از پریدن چشم/ شب گذشته کجا بوده‌ای که خوابیده است*** بساط سبزهٔ خط تو از چریدن چشم/
(صائب)
برخی از حکام ولایات برای تقلید از عادت جدید شاه عباس یکم و پسند او؛ روحانیون، مردم و سادات را مجبور به تراشیدن ریش کردند.

## دین و مذهب
در بسیاری از ادیان و مذاهب، ریش نقش مهمی دارد. زئوس، در اساطیر یونان همواره با ریش تصویر شده است. در آئین سیک‌ها، ریش بخش جدایی ناپذیر هویت یک مرد بوده و بخشی از عظمت، شرافت، عزت و مردانگی یک مرد محسوب می‌شود. در آئین هندو، ریش نشانگر زندگی ساده و زاهدانه است. از دیدگاه اسلام (شیعی)، بر اساس نظر همه مراجع تقلید، تراشیدن ریش حرام یا بنابر احتیاط واجب حرام است.

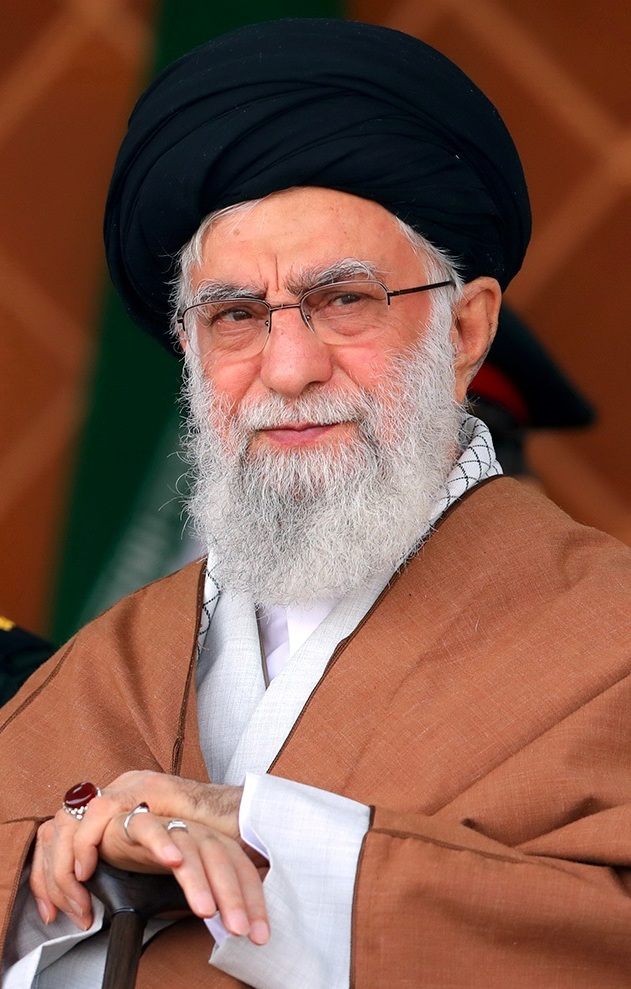
سید علی خامنه‌ای

### دین یهود

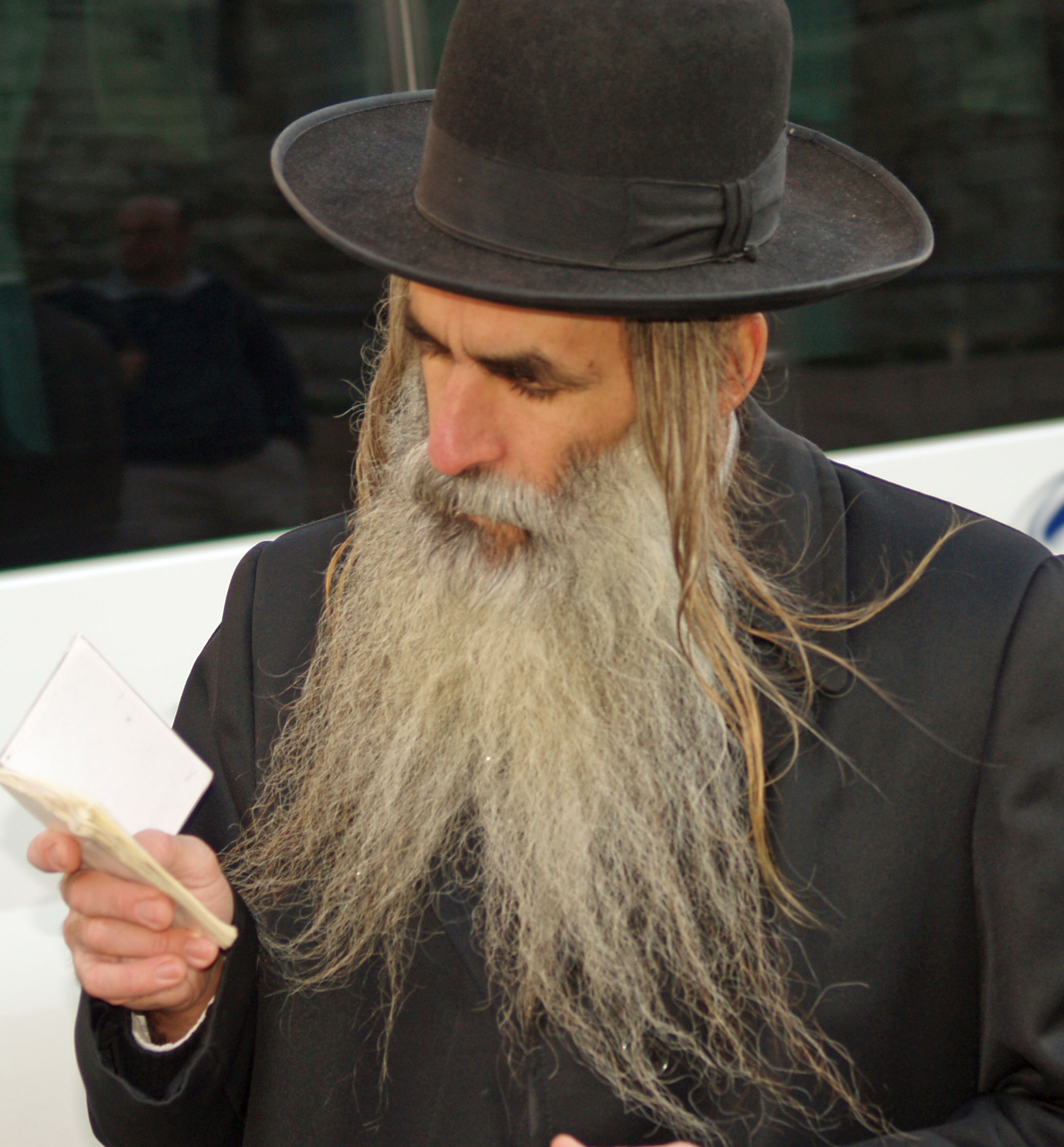
یک خاخام یهودی

در دین یهود، بر اساس آموزه‌هایی از تورات، محدودیت‌هایی برای نگهداری و تراشیدن ریش وجود دارد. نوع وسیله‌ای که ریش با آن اصلاح می‌شود، در این محدودیت‌ها دخیل است. صرفنظر از روحانیون یهودی، بسیاری از یهودیان عادی نیز حداقل طی سی روز نخست از دست دادن عزیزانشان، ریش خود را نمی‌تراشند.

### دین مسیح
بسیاری از چهره‌های دین مسیحیت، از جمله عیسی مسیح با ریش تصویر می‌شوند. در کلیسای کاتولیک در طول تاریخ داشتن ریش و تراشیدن آن، به تناوب مجاز و ممنوع شده است. امروزه برخی از اعظای جوامع کاتولیک، از ریش به عنوان یک نشانه حرفه‌ای استفاده می‌کنند. کشیشان مسیحی خاورمیانه، با تراشیدن یا نتراشیدن ریش خود، وضعیت تأهل خود را نمایش می‌دهند.

### دین اسلام
مسلمانان داشتن ریش را سنت پیامبر اسلام می‌دانند. بنابر گفته مراجع تقلیدِ شیعه، تراشیدن ریش «حرام» یا «بنابر احتیاط واجب حرام» است. و برخی از علما، همانند لطف‌الله صافی گلپایگانی تراشیدن ریش را حرام می‌دانند برخی دیگر مانند سید علی سیستانی تراشیدن ریش را به احتیاط واجب حرام می‌دانند. سید علی خامنه‌ای تراشیدن ریش را بنا بر احتیاط حرام می‌داند.
برخی حفظ ریش چانه را واجب می‌دانند مثلاً حسین وحید خراسانی ریش پروفسوری را در صورتی که عرفاً صدق ریش کند، مانعی نمی‌داند؛ و ناصر مکارم شیرازی نیز ریش ستاری و ریش بزی را بدون اشکال می‌داند.
در سال ۱۳۷۵ و همزمان با حکومت طالبان بر افغانستان، ملا محمد عمر فرمانده این گروه شبه نظامی، اعلامیه‌ای در منع تراشیدن ریش برای عموم مردان افغان صادر نمود.
از آنجائیکه در افغانستان گناه کبیره آشکار ریش تراشیدن و ریش قطع کردن صورت می‌گیرد در حالیکه ما اختیار کامل داریم، فتوای فتاوای عالمگیری است که هر کسیکه اختیار دارد دفع منکر بالایش واجب می‌گردد. بدین لحاظ آرزومندیم هر ولسوال در ولسوالی خویش و والی در ولایت جلسه‌های بزرگ دایر نمایند و به تمام مسلمانان به طوری جدی اعلان نمایند که هرگاه در آینده کسی ریش خویش را تراش یا کوتاه نماید ما آنرا بندی می‌کنیم، باز حق شکایت را ندارند. یکماه وقت برایشان بدهید. بمجرد تکمیل تاریخ جزأهای کوچک برایشان داده شود. انشأالله نودوپنج فیصد اشخاص اصلاح خواهند شد.

## محدودیت در دنیای مدرن
امروزه برخی از ارتش‌های جهان، قوانین خاصی برای ریش نیروی انسانی خود دارند. جنگجویانی که در معرض آتش ناشی از سلاح‌های خود هستند، اغلب از داشتن ریش منع می‌شوند. خلبانان، از دیگر گروه‌هایی هستند، که با ممنوعیت داشتن ریش مواجه می‌باشند. همچنین داشتن ریش در برخی ورزش‌ها مانند بوکس و کشتی، دارای محدودیت است.

## در فرهنگ
در برخی کشورها و فرهنگ‌ها، داشتن ریش به دلایل اجتماعی یا بهداشتی مورد پسند جامعه نیست و با پیش‌داوری‌هایی دربارهٔ فرد دارای ریش، همراه است. این دیدگاه‌ها بیشتر ریشه در هنجارهای فرهنگی یا تصورات نادرست دربارهٔ بهداشت ریش داشته‌اند.
در برخی جوامع، به‌ویژه در محیط‌های کاری رسمی مانند ژاپن یا کره جنوبی، ریش ممکن است نشانه عدم حرفه‌ای بودن یا بی‌نظمی تلقی شود. در جوامعی که ریش با گروه‌های خاص مذهبی یا تاریخی مرتبط است، ممکن است غیرمتعارف دیده شود. همچنین، در برخی فرهنگ‌ها، ریش با کلیشه‌های سنی یا جنسیتی همراه است و با مد روز سازگار تلقی نمی‌شود.
یکی از دلایل ناپسند بودن ریش، باورها دربارهٔ عدم رعایت بهداشت فرد ریش‌دار است. برخی می‌پندارند که ریش همیشه آلودگی، چربی یا میکروب‌ها را جذب می‌کند، به‌ویژه در محیط‌های گرم و مرطوب. پس از همه‌گیری‌هایی مانند کووید-۱۹، برخی ریش را مانعی برای اثربخشی ماسک یا عاملی برای انتقال میکروب‌ها دانستند. ریش‌های نامرتب نیز ممکن است به اشتباه نشانه بی‌توجهی به بهداشت دیده شوند.

### در ادبیات

#### فارسی
ریش در زبانزدهای زیر به کار رفته است:
- به ریش کسی بستن (به فریب یا زور، کسی را به کاری واداشتن)
- به ریش کسی خندیدن یا ریشخند کردن (تمسخر کسی)
- ریش گرو گذاشتن (ضمانت کردن)
- ریش و قیچی دست کسی دادن (اختیار به کسی واگذاشتن)

## گونه‌ها
- ریش کامل
- ریش گاریبالدی
- ریش هلندی قدیمی
- خط ریش
- ریش بزی
- ریش زیر لبی
- ریش ستاری
- ریش توپی
- ریش هخامنشیان
- ریش دو شاخ رستم دستان (و پهلوانان ایران)
- ریش گره زده
- ریش نوک تیز
- ریش چهارگوش
- ریش بلند
- ریش کوتاه
- ریش کتلت
- ریش کله قندی
- ته ریش